# Premiul Emmy pentru cea mai bună actriță în rol secundar într-un serial de comedie
Premiul Emmy pentru cea mai bună actriță în rol secundar într-un serial de comedie (Primetime Emmy Award for Outstanding Supporting Actress in a Comedy Series) este acordat din 1954 de Academy of Television Arts & Sciences.

## Lista câștigătorilor

### Anii 1950
- 1954 : Vivian Vance pentru rolul din I Love Lucy
- 1955 : Audrey Meadows pentru rolul din The Jackie Gleason Show
- 1956 : nu s-a acordat
- 1957 : nu s-a acordat
- 1958 : nu s-a acordat
- 1959 : nu s-a acordat

### Anii 1960
- 1960 : nu s-a acordat
- 1961 : nu s-a acordat
- 1962 : nu s-a acordat
- 1963 : nu s-a acordat
- 1964 : nu s-a acordat
- 1965 : nu s-a acordat
- 1966 : Alice Pearce pentru rolul din Bewitched
- 1967 : Frances Bavier pentru rolul din The Andy Griffith Show
- 1968 : Marion Lorne pentru rolul din Bewitched
- 1969 : nu s-a acordat

### Anii 1970
- 1970 : Karen Valentine pentru rolul din Room 222
- 1971 : Valerie Harper pentru rolul din The Mary Tyler Moore Show
- 1972 : Valerie Harper pentru rolul din The Mary Tyler Moore Show și Sally Struthers pentru rolul din All in the Family
- 1973 : Valerie Harper pentru rolul din The Mary Tyler Moore Show
- 1974 : Cloris Leachman pentru rolul din The Mary Tyler Moore Show
- 1975 : Betty White pentru rolul din The Mary Tyler Moore Show
- 1976 : Betty White pentru rolul din The Mary Tyler Moore Show
- 1977 : Mary Kay Place pentru rolul din Mary Hartman, Mary Hartman
- 1978 : Julie Kavner pentru rolul din Rhoda
- 1979 : Sally Struthers pentru rolul din All in the Family

### Anii 1980
- 1980 : Loretta Swit pentru rolul din M*A*S*H
- 1981 : Eileen Brennan pentru rolul din Private Benjamin
- 1982 : Loretta Swit pentru rolul din M*A*S*H
- 1983 : Carol Kane pentru rolul din Taxi
- 1984 : Rhea Perlman pentru rolul din Cheers
- 1985 : Rhea Perlman pentru rolul din Cheers
- 1986 : Rhea Perlman pentru rolul din Cheers
- 1987 : Jackée Harry pentru rolul din 227
- 1988 : Estelle Getty pentru rolul din The Golden Girls
- 1989 : Rhea Perlman pentru rolul din Cheers

### Anii 1990
- 1990 : Bebe Neuwirth pentru rolul Dr Lilith Sternin din Cheers
- 1991 : Bebe Neuwirth pentru rolul Dr Lilith Sternin din Cheers
- 1992 : Laurie Metcalf pentru rolul Jackie Harris din Roseanne
- 1993 : Laurie Metcalf pentru rolul Jackie Harris din Roseanne
- 1994 : Laurie Metcalf pentru rolul Jackie Harris din Roseanne
- 1995 : Christine Baranski pentru rolul Maryanne Thorpe din Cybill
- 1996 : Julia Louis-Dreyfus pentru rolul Elaine Benes din Seinfeld
- 1997 : Kristen Johnston pentru rolul Sally Solomon din 3rd Rock from the Sun
- 1998 : Lisa Kudrow pentru rolul Phoebe Buffay din Friends
- 1999 : Kristen Johnston pentru rolul Sally Solomon din 3rd Rock from the Sun

### Anii 2000
- 2000 : Megan Mullally pentru rolul Karen Walker din Will & Grace
- 2001 : Doris Roberts pentru rolul Marie Barone din Everybody Loves Raymond
- 2002 : Doris Roberts pentru rolul Marie Barone din Everybody Loves Raymond
- 2003 : Doris Roberts pentru rolul Marie Barone din Everybody Loves Raymond
- 2004 : Cynthia Nixon pentru rolul Miranda Hobbes din Sex and the City
- 2005 : Doris Roberts pentru rolul Marie Barone din Everybody Loves Raymond
- 2006 : Megan Mullally pentru rolul Karen Walker din Will & Grace
- 2007 : Jaime Pressly pentru rolul Joy Turner din My Name Is Earl
- 2008 : Jean Smart pentru rolul Regina Newly din Samantha Who?
- 2009 : Kristin Chenoweth pentru rolul Olive Snook din Pushing Daisies

### Anii 2010
- 2010 : Jane Lynch pentru rolul Sue Sylvester din Glee
- 2011 : Julie Bowen pentru rolul Claire Dumphy din Modern Family
- 2012 : Julie Bowen pentru rolul Claire Dunphy din Modern Family
- 2013 : Merritt Wever pentru rolul Zoey Barkow din Nurse Jackie
- 2014 : Allison Janney pentru rolul Bonnie Plunkett din Mom
- 2015 : Allison Janney pentru rolul Bonnie Plunkett din Mom
- 2016 : Kate McKinnon pentru rolul din Saturday Night Live
- 2017 : Kate McKinnon pentru rolul din Saturday Night Live
- 2018 : Alex Borstein pentru rolul Susie Myerson din The Marvelous Mrs. Maisel
- 2019 : Alex Borstein pentru rolul Susie Myerson din The Marvelous Mrs. Maisel

### Anii 2020
- 2020 : Annie Murphy pentru rolul Alexis Rose din Schitt's Creek[1]
- 2021 : Hannah Waddingham pentru rolul Rebecca Welton din Ted Lasso[2]
- 2022 : Sheryl Lee Ralph pentru rolul Barbara Howard din Abbott Elementary[3]
- 2023 : Ayo Edebiri pentru rolul Sydney Adamu din Ursul
- 2024 : Liza Colón-Zayas pentru rolul Tina Marrero din Ursul[4]